# 영암낭주고등학교
영암낭주고등학교(靈巖朗州高等學校)는 대한민국 전라남도 영암군 학산면 독천리에 있는 공립 고등학교이다.

## 학교 연혁
- 1976년 12월 28일 : 영암낭주고등학교 설립 인가(6학급)
- 1977년 3월 15일 : 영암낭주고등학교 개교
- 1990년 3월 2일 : 진로교육 연구시범학교(도지정)
- 1998년 3월 1일 : 급식소 신축 및 급식 실시
- 2008년 3월 1일 : 특수학급 인가(2학급)
- 2013년 5월 1일 : 사교육절감형 창의경영 연구학교 운영
- 2024년 3월 1일 : 제20대 강성민 교장 부임
- 2025년 2월 6일 : 제46회 졸업 38명(졸업생 총수 4,191명)

## 참고 자료
- 영암낭주고등학교 - 한국교육학술정보원 학교알리미